# NVC (会社)
株式会社NVC（エヌブイシー、英: Nouvelle Vague Company Co., Ltd.）は、ヌーベルバーグをはじめとするテレビ番組の制作・技術の関連会社を統括する持株会社である。1992年7月14日設立。社名は対外的通称「ヌーベルバーグカンパニー」（Nouvelle Vague Company）の頭文字。

## 概要
これまでは、ヌーベルバーグ技術部・ポスプロ部などの各部署で番組の企画製作が行われていたが、業務効率化のため各会社の機能を統合・再編することとなり、グループ化として親会社により2004年4月1日に各関連会社が設立された。
2009年には、持株会社制となり、NVCに社名変更。関連会社を統合しNVCから吸収分割を行い、新ヌーベルバーグとして同社の傘下となる。

## 関連会社
- 株式会社ヌーベルバーグ
- ヌーベルアージュ株式会社
- ヌーベルメディア株式会社